# Lago Sils
 El lago Sils (alemán Silsersee, Romanche: Lej da Segl ) es un lago en el valle de la Alta Engadina, Grisones, Suiza. Toma su nombre del pueblo de Sils im Engadin. El lago se encuentra a una altitud de 1.797 metros sobre el nivel del mar, entre el puerto de Maloja y el lago Silvaplana. Varias montañas de más de 3.000 metros tienen vistas al lago, especialmente Piz Corvatsch, Piz Grevasalvas y Piz da la Margna. La cuenca de drenaje del lago culmina en Piz Fora (3,336 m) y comprende el glaciar Vadrec da Fedoz. 
Con una superficie de 4,1 km², el lago Sils es el lago más grande de la Engadina. También es el lago natural más grande de los Alpes, situado a más de 1.000 metros. El lago estaba formado por una presa de deslizamiento prehistórico, similar al lago Silvaplana.

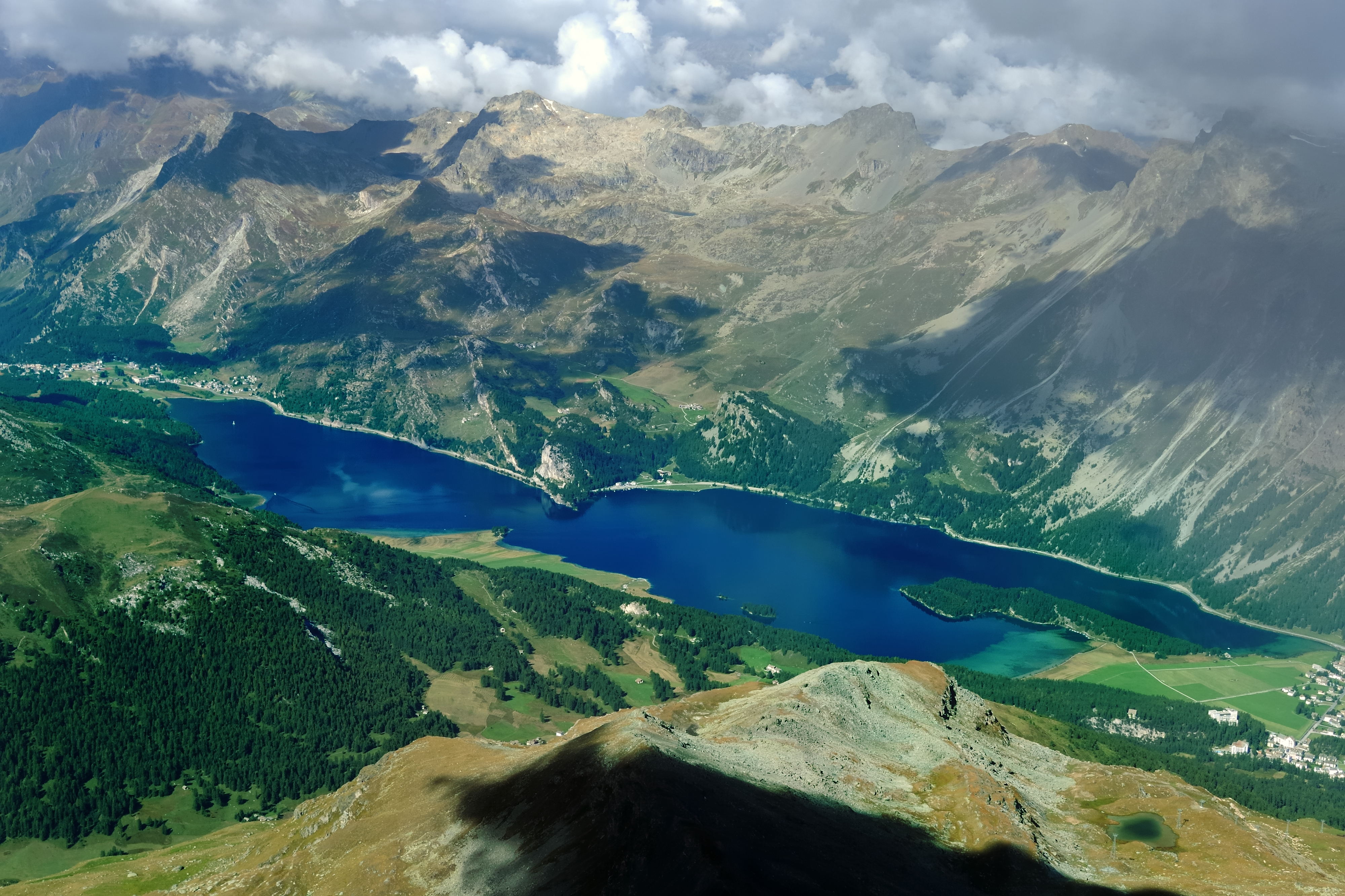
Vista del lago Sils desde el Piz Corvatsch

En su extremo noreste la península boscosa de Chastè se extiende hacia el lago. Al final de la península hay una placa en memoria de Friedrich Nietzsche con un pasaje de Así hablaba Zarathustra. Cerca de la península se encuentra la isla boscosa de Chaviolas, la más grande del lago Sils. Anualmente, en invierno, el circuito de esquí a campo a través Engadin Skimarathon cruza el lago, comenzando en el Palacio Maloja. 
Las conexiones en barco se realizan desde finales de junio hasta finales de septiembre, lo que convierte al lago Sils en uno de los más altos de Europa con transporte público en barco. 
Los pueblos más grandes del lago Sils son Sils im Engadin y Maloja (parte de Bregaglia), ubicados respectivamente en los extremos este y oeste del lago. Otros puebloss son Cadlägh, Isola y Plaun da Lej. 